# Светлана Антоновська
Светлана Антоновська (6 квітня 1952, Белград — 7 жовтня 2016, Скоп'є) — північномакедонська громадська діячка, математик, статистик, відома як засновниця сучасної статистики у Північній Македонії.

## Освіта
Закінчила Інститут математики за фахом «прикладна математика». Пізніше навчалась на Факультеті природничих наук і математики у Скоп'є, де була нагороджена спеціальним дипломом, який у межах колишньої Югославської Федерації був найвищим визнанням у царині математики, що його може отримати студент у вишах.

## Діяльність
Антоновська очолювала Державне управління статистики Республіки від її заснування у 1991 році до 2001 року. Вона зуміла налагодити зв'язки з кількома основними міжнародними статистичними організаціями й організувала перший перепис населення у Північній Македонії.

## Нагороди
1986 року Светлану Антоновську нагородили орденом «За заслуги» з врученням Срібної зірки. За свій внесок у міжнародну статистику 1999 року Американський біографічний інститут нагородив її Золотою медаллю тисячоліття.
2001 року її визнали «Жінкою року». За внесок у розвиток статистики її нагородили Платиновою відзнакою.
Окрім вищезазначених, Светлана здобула ще кілька інших вітчизняних і міжнародних нагород і відзнак.